# Station Accrington
Accrington is een station van National Rail in Hyndburn in Engeland. Het station is eigendom van Network Rail en wordt beheerd door Northern Rail. 